# Жмако, Николай Андреевич
Николай Андреевич Жмако (род. 9 апреля 1989, Березники, Пермская область, СССР) — российский профессиональный баскетболист, играющий на позиции легкого форварда.

## Карьера
Воспитанник березниковской баскетбольной школы. С 2013 г. играл в пермской «Парме».
Ушел из «Пармы» в московскую «Руну» в 2022 г. В 2024 г. перешел в ижевский клуб «Купол-Родники».
В составе «Пармы» дважды выигрывал Кубок России.
Является мастером спорта.